# فولکو لولی
فولکو لولی (ایتالیایی: Folco Lulli; ۳ ژوئیهٔ ۱۹۱۲ – ۲۳ مهٔ ۱۹۷۰) یک هنرپیشه، و کارگردان اهل ایتالیا بود. وی بین سال‌های ۱۹۴۶ تا ۱۹۷۰ میلادی فعالیت می‌کرد.
از فیلم‌ها یا برنامه‌های تلویزیونی که وی در آن نقش داشته‌است می‌توان به روشنایی‌های واریته، جنگ بزرگ، مزد ترس، لافایت، استر و شاه، کنت دو مونت-کریستو، راهزنی، چرخ و فلک ناپل، جذام سفید، لا مادالنا، اورینت اکسپرس و شاهین نیل اشاره کرد.
لولی در سال ۱۹۶۴ برنده جایزه انجمن ملی فیلم ایتالیا بهترین بازیگر نقش مکمل مرد شده‌است.